# Dolmen de Ca l'Arenes
Le dolmen de Ca l'Arenes (en espagnol : dolmen de Ca l'Arenes) est un dolmen situé dans le Parque del Montnegre i el Corredor, près de la commune de Dosrius, dans la province de Barcelone, en Catalogne.

## Structure

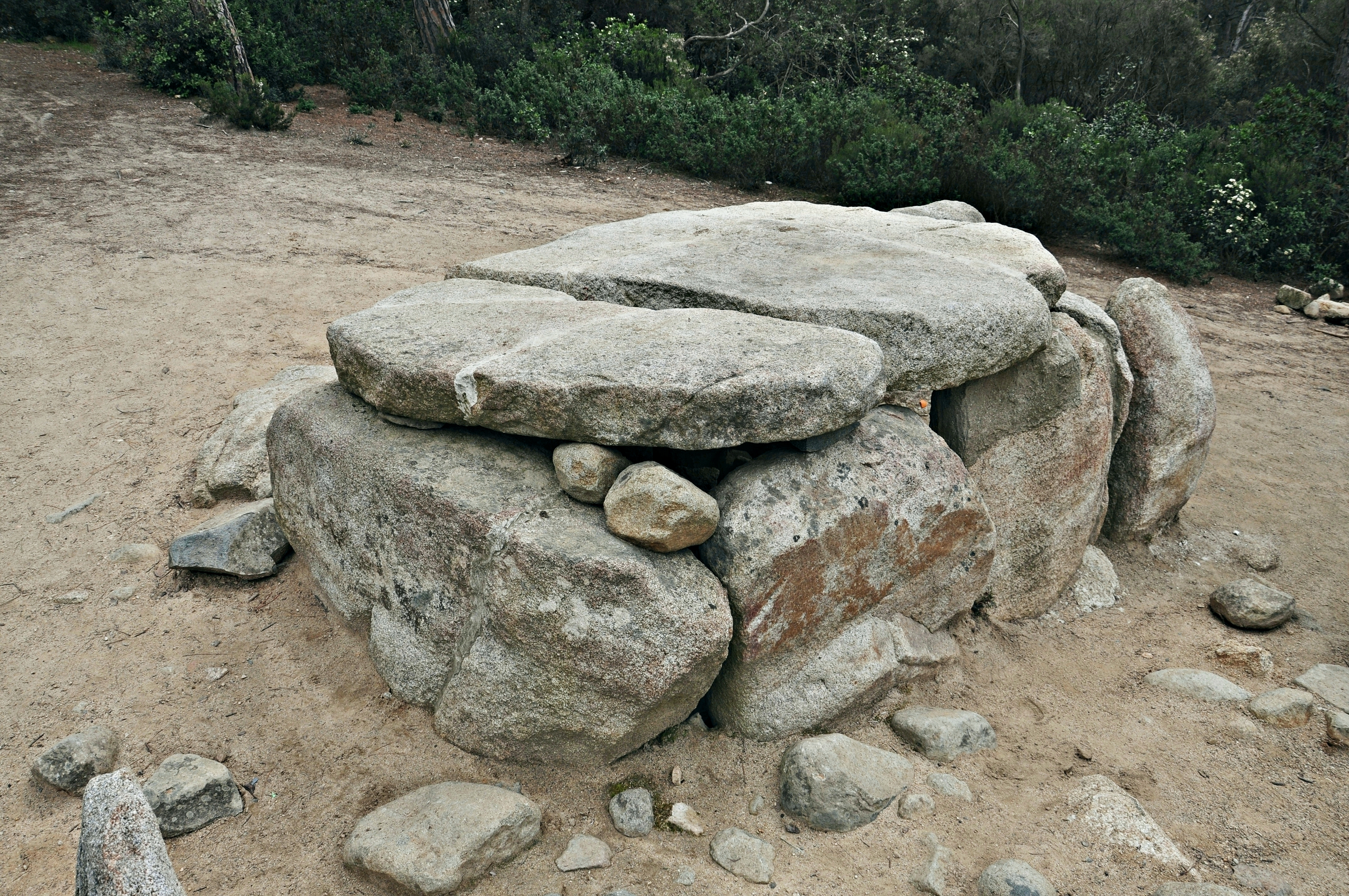
Autre vue du dolmen de Ca l'Arenes en 2013.

Il s'agit d'une sépulture mégalithique érigée vers 5 000 av. J.-C.. Il est constitué d'un corridor mesurant 1,25 m de long, et d'une chambre de 1,75 m de long pour 1,15 m de large.

## Histoire
Le dolmen fut découvert en 1997 et restauré en 2007.